# Кумбс, Джеффри
Джеффри «Джефф» Кумбс (англ. Geoff Coombes; 23 апреля 1919 — 5 декабря 2002) — футболист США, который был членом сборной США на чемпионате мира 1950.

## Ранние годы
Кумбс вырос в Хай-Уикоме, Англия, где и начал заниматься спортом. Его спортивная команда участвовала в малом кубке Беркс-энд-Бакс. Несмотря на то, что он был на просмотре в «Ноттингем Форест», он никогда не играл в Англии выше молодёжного уровня. В 1935 году он со своей семьёй переехал в Соединённые Штаты.

## Карьера игрока

### Клубная карьера
Кумбс играл в футбол в штате Мичиган, где и получил достаточное признание, чтобы попасть в команду Всех звёзд Мичигана в 1939 году. Во время Второй мировой войны он служил в армии США, хотя никогда не принимал участия в военных действиях за рубежом. После войны он вернулся в Мичиган, поселившись в Детройте. В 1946 году он присоединился к «Чикаго Вайкингс», с которыми выиграл Открытый кубок США по футболу, победив в финале «Понта Дельгаду». Однако он не играл с «Вайкингс» в Североамериканской лиге соккера сезона 1946, но перешёл в «Детройт Вулверинс», которые в том году выиграли чемпионский титул. В 1947 году новый владелец изменил название команды на «Детройт Пайонирс». «Пайонирс» заняли пятое место в весеннем сезоне 1947. Осенью 1947 года лига была расформирована, и Кумбс вернулся в «Чикаго Викингс», которые теперь играли в Национальной футбольной лиге Чикаго. В 1948 году «Вайкингс» выиграли чемпионский титул. Он оставался с «Вайкингс», по крайней мере, до 1950 года.

### Национальная сборная
Хотя Кумбс попал в окончательный список игроков сборной США на чемпионат мира 1950, он так и не сыграл ни одного матча.

## Вне футбола
Когда Кумбс вернулся в Детройт после Второй мировой войны, он был нанят компанией «Палмер Би». Позже он работал в качестве футбольного промоутера, обозревателя газет и президента футбольной лиги.
Кумбс в 1976 году наряду с остальными игроками США на мундиале 1950 года был включён в Национальный футбольный зал славы.